# Campeonato Sudamericano de Baloncesto Femenino de 2024
El Campeonato Sudamericano de Baloncesto Femenino de 2024 se disputó entre el 31 de agosto y el 7 de septiembre en la ciudad de Santiago (Chile). El torneo otorgó tres cupos para la AmeriCup femenina FIBA de 2025. El campeón defensor fue Brasil, tras haber derrotado a su par argentino en la edición 2022 del torneo.
La Selección femenina de básquetbol de Argentina consiguió su tercer título en la competencia tras derrotar 84-76 a Brasil en el encuentro decisivo, una final que se repitió en 14 de las últimas 16 ediciones del torneo.

## Sistema de competición
Los equipos se dividieron en dos grupos para la fase inicial. Previo al sorteo, el país anfitrión Chile fue asignado al grupo A en la posición A4, mientras que Bolivia, único equipo sin posición oficial en el ránking FIBA femenino, fue automáticamente asignado a ese mismo grupo. El resto de los seleccionados se colocó en parejas de acuerdo a su posición en el Ranking Mundial Femenino de FIBA, siendo luego sorteados su grupo y posición en el mismo.
Los equipos de cada grupo se enfrentaron en un sistema de todos contra todos en donde al final de la fase los dos mejores de cada grupo avanzarán a semifinales y se enfrentarán de forma cruzada (1° A vs. 2° B y 1° B vs. 2° A). Los que finalizaron tercero y cuarto de cada grupo se enfrentaron por los puestos del quinto al octavo. El equipo que culminó en el quinto lugar del Grupo A finalizó la competencia en ese momento.
Los tres mejores equipos del torneo consiguieron la clasificación al FIBA AmeriCup femenina de 2025, junto a Chile, el país anfitrión.
| Grupo A   | Grupo B   |
| --------- | --------- |
| Bolivia   | Venezuela |
| Brasil    | Paraguay  |
| Uruguay   | Ecuador   |
| Chile     | Colombia  |
| Argentina |           |

## Fase preliminar

### Grupo A
|     | Equipo    | Pts | J | G | P | PF  | PC  | Dif  | Clasificación                 |
| --- | --------- | --- | - | - | - | --- | --- | ---- | ----------------------------- |
| 1.º | Argentina | 8   | 4 | 4 | 0 | 333 | 193 | +140 | Semifinales                   |
| 2.º | Brasil    | 7   | 4 | 3 | 1 | 304 | 217 | +87  | Semifinales                   |
| 3.º | Chile     | 6   | 4 | 2 | 2 | 246 | 281 | −35  | Semifinales 5.º al 8.º puesto |
| 4.º | Bolivia   | 5   | 4 | 1 | 3 | 222 | 298 | −76  | Semifinales 5.º al 8.º puesto |
| 5.º | Uruguay   | 4   | 4 | 0 | 4 | 215 | 331 | −116 |                               |

| 31 de agosto, 17:30                  | Brasil                               | 48-75                                | Argentina |  |
| Reporte                              |                                      |                                      | |  |
| Parciales: 16–17, 13–12, 9–24, 10–22 | Parciales: 16–17, 13–12, 9–24, 10–22 | Parciales: 16–17, 13–12, 9–24, 10–22 | Centro de Deportes Colectivos, Santiago de Chile Árbitro(s): Kristian Páez (ECU), Carlos Vélez (COL), Julirys Guzmán (PUR) Asistencia: 1500 espectadores |  |
| Emanuely De Oliveira 20              | Pts                                  | Florencia Chagas 15                  | Centro de Deportes Colectivos, Santiago de Chile Árbitro(s): Kristian Páez (ECU), Carlos Vélez (COL), Julirys Guzmán (PUR) Asistencia: 1500 espectadores |  |
| Sassá Gonçalves 9                    | Rebs                                 | Melisa Gretter 8                     | Centro de Deportes Colectivos, Santiago de Chile Árbitro(s): Kristian Páez (ECU), Carlos Vélez (COL), Julirys Guzmán (PUR) Asistencia: 1500 espectadores |  |
| Izabela Nicoletti 6                  | Asists                               | Melisa Gretter 7                     | Centro de Deportes Colectivos, Santiago de Chile Árbitro(s): Kristian Páez (ECU), Carlos Vélez (COL), Julirys Guzmán (PUR) Asistencia: 1500 espectadores |  |

| 31 de agosto, 20:30                   | Chile                                 | 80-64                                 | Uruguay |  |
| Reporte                               |                                       |                                       | |  |
| Parciales: 14–16, 23–19, 21–13, 22–16 | Parciales: 14–16, 23–19, 21–13, 22–16 | Parciales: 14–16, 23–19, 21–13, 22–16 | Centro de Deportes Colectivos, Santiago de Chile Árbitro(s): Carmelo de la Rosa (PUR), Lauren Niemira (USA), Carlos Pallares (COL) Asistencia: 3152 espectadores |  |
| Fernanda Ovalle 23                    | Pts                                   | Carolina Fernandez 20                 | Centro de Deportes Colectivos, Santiago de Chile Árbitro(s): Carmelo de la Rosa (PUR), Lauren Niemira (USA), Carlos Pallares (COL) Asistencia: 3152 espectadores |  |
| Barbara Cousiño 9                     | Rebs                                  | Florencia Niski 8                     | Centro de Deportes Colectivos, Santiago de Chile Árbitro(s): Carmelo de la Rosa (PUR), Lauren Niemira (USA), Carlos Pallares (COL) Asistencia: 3152 espectadores |  |
| Fernanda Ovalle 6                     | Asists                                | Maite Pereira 6                       | Centro de Deportes Colectivos, Santiago de Chile Árbitro(s): Carmelo de la Rosa (PUR), Lauren Niemira (USA), Carlos Pallares (COL) Asistencia: 3152 espectadores |  |

| 1 de septiembre de 2024, 17:30       | Uruguay                              | 50–87                                | Brasil |  |
| Reporte                              |                                      |                                      | |  |
| Parciales: 18–25, 12–14, 3–24, 17–24 | Parciales: 18–25, 12–14, 3–24, 17–24 | Parciales: 18–25, 12–14, 3–24, 17–24 | Centro de Deportes Colectivos, Santiago, Árbitro(s): Orlando Varela (HON), Nicolás Flores (PAR), Carlos Pallares (COL) |  |
| Carolina Fernandez 9                 | Pts                                  | Emanuely De Oliveira 18              | Centro de Deportes Colectivos, Santiago, Árbitro(s): Orlando Varela (HON), Nicolás Flores (PAR), Carlos Pallares (COL) |  |
| Lucia Auza 9                         | Rebs                                 | Sassá Gonçalves 10                   | Centro de Deportes Colectivos, Santiago, Árbitro(s): Orlando Varela (HON), Nicolás Flores (PAR), Carlos Pallares (COL) |  |
| Josefina Zeballos 4                  | Asists                               | Izabela Nicoletti 8                  | Centro de Deportes Colectivos, Santiago, Árbitro(s): Orlando Varela (HON), Nicolás Flores (PAR), Carlos Pallares (COL) |  |

| 1 de septiembre de 2024, 20:00        | Bolivia                               | 50-79                                 | Chile |  |
| Reporte                               |                                       |                                       | |  |
| Parciales: 10–16, 13–24, 16–23, 11–16 | Parciales: 10–16, 13–24, 16–23, 11–16 | Parciales: 10–16, 13–24, 16–23, 11–16 | Centro de Deportes Colectivos, Santiago, Árbitro(s): Kristian Páez (ECU), Julirys Guzmán (PUR), Lauren Niemira (USA) |  |
| Margareth Padilla 13                  | Pts                                   | Tatiana Gomez 14                      | Centro de Deportes Colectivos, Santiago, Árbitro(s): Kristian Páez (ECU), Julirys Guzmán (PUR), Lauren Niemira (USA) |  |
| Miel Eguez 7                          | Rebs                                  | Tatiana Gomez 8                       | Centro de Deportes Colectivos, Santiago, Árbitro(s): Kristian Páez (ECU), Julirys Guzmán (PUR), Lauren Niemira (USA) |  |
| Jhoselin De La Barra 3                | Asists                                | Catalina Perez 4                      | Centro de Deportes Colectivos, Santiago, Árbitro(s): Kristian Páez (ECU), Julirys Guzmán (PUR), Lauren Niemira (USA) |  |

| 2 de septiembre de 2024, 17:30       | Brasil                               | 83-47                                | Bolivia |  |
| Reporte                              |                                      |                                      | |  |
| Parciales: 16–15, 22–14, 28–11, 17–7 | Parciales: 16–15, 22–14, 28–11, 17–7 | Parciales: 16–15, 22–14, 28–11, 17–7 | Centro de Deportes Colectivos, Santiago, Árbitro(s): VARELA DIAZ, Orlando Jose (HON) DE LA ROSA ALVAREZ, Carmelo (PUR) PALLARES, CARLOS (COL) |  |
| Aline Moura 14                       | Pts                                  | Gabriela Herbas 16                   | Centro de Deportes Colectivos, Santiago, Árbitro(s): VARELA DIAZ, Orlando Jose (HON) DE LA ROSA ALVAREZ, Carmelo (PUR) PALLARES, CARLOS (COL) |  |
| Gabriela Guimaraes 11                | Rebs                                 | Gabriela Herbas 8                    | Centro de Deportes Colectivos, Santiago, Árbitro(s): VARELA DIAZ, Orlando Jose (HON) DE LA ROSA ALVAREZ, Carmelo (PUR) PALLARES, CARLOS (COL) |  |
| Cacá Martins 10                      | Asists                               | Jhoselin De La Barra 3               | Centro de Deportes Colectivos, Santiago, Árbitro(s): VARELA DIAZ, Orlando Jose (HON) DE LA ROSA ALVAREZ, Carmelo (PUR) PALLARES, CARLOS (COL) |  |

| 2 de septiembre de 2024, 20:00      | Argentina                           | 97-45                               | Uruguay                                  |  |
| Reporte                             |                                     |                                     |                                          |  |
| Parciales: 30–7, 18–11, 21–19, 28–8 | Parciales: 30–7, 18–11, 21–19, 28–8 | Parciales: 30–7, 18–11, 21–19, 28–8 | Centro de Deportes Colectivos, Santiago, |  |
| Florencia Chagas 17                 | Pts                                 | Josefina Zeballos 13                | Centro de Deportes Colectivos, Santiago, |  |
| Diana Cabrera 7                     | Rebs                                | Paula Fernandez 4                   | Centro de Deportes Colectivos, Santiago, |  |
| Macarena D'urso 7                   | Asists                              | Lucia Auza 2                        | Centro de Deportes Colectivos, Santiago, |  |

| 3 de septiembre de 2024, 17:30        | Bolivia                               | 58-80                                 | Argentina |  |
| Reporte                               |                                       |                                       | |  |
| Parciales: 15–26, 13–20, 18–20, 12–14 | Parciales: 15–26, 13–20, 18–20, 12–14 | Parciales: 15–26, 13–20, 18–20, 12–14 | Centro de Deportes Colectivos, Santiago, Árbitro(s): Lauren Niemiera (USA), Orlando Varela (HON), Carmelo de la Rosa (PUR) Asistencia: 162 espectadores |  |
| Jhoselin De La Barra 13               | Pts                                   | Amaiquen Siciliano 21                 | Centro de Deportes Colectivos, Santiago, Árbitro(s): Lauren Niemiera (USA), Orlando Varela (HON), Carmelo de la Rosa (PUR) Asistencia: 162 espectadores |  |
| Gabriela Herbas 10                    | Rebs                                  | Candela Gentinetta 7                  | Centro de Deportes Colectivos, Santiago, Árbitro(s): Lauren Niemiera (USA), Orlando Varela (HON), Carmelo de la Rosa (PUR) Asistencia: 162 espectadores |  |
| Jhoselin De La Barra 5                | Asists                                | Melisa Gretter 8                      | Centro de Deportes Colectivos, Santiago, Árbitro(s): Lauren Niemiera (USA), Orlando Varela (HON), Carmelo de la Rosa (PUR) Asistencia: 162 espectadores |  |

| 3 de septiembre de 2024, 20:00       | Chile                                | 45-86                                | Brasil |  |
| Reporte                              |                                      |                                      | |  |
| Parciales: 11–25, 14–22, 17–18, 3–21 | Parciales: 11–25, 14–22, 17–18, 3–21 | Parciales: 11–25, 14–22, 17–18, 3–21 | Centro de Deportes Colectivos, Santiago, Árbitro(s): Kristian Páez (ECU), Nicolás Flores (PAR), Carlos Pallares (COL) Asistencia: 1032 espectadores |  |
| Fernanda Ovalle 12                   | Pts                                  | Emanuely De Oliveira 23              | Centro de Deportes Colectivos, Santiago, Árbitro(s): Kristian Páez (ECU), Nicolás Flores (PAR), Carlos Pallares (COL) Asistencia: 1032 espectadores |  |
| Sendy Basaez 5                       | Rebs                                 | Licinara Rodrigues 19                | Centro de Deportes Colectivos, Santiago, Árbitro(s): Kristian Páez (ECU), Nicolás Flores (PAR), Carlos Pallares (COL) Asistencia: 1032 espectadores |  |
| Sendy Basaez 6                       | Asists                               | Cacá Martins 11                      | Centro de Deportes Colectivos, Santiago, Árbitro(s): Kristian Páez (ECU), Nicolás Flores (PAR), Carlos Pallares (COL) Asistencia: 1032 espectadores |  |

| 4 de septiembre de 2024, 17:30        | Uruguay                               | 56-67                                 | Bolivia |  |
| Reporte                               |                                       |                                       | |  |
| Parciales: 13–13, 14–11, 18–15, 11–18 | Parciales: 13–13, 14–11, 18–15, 11–18 | Parciales: 13–13, 14–11, 18–15, 11–18 | Centro de Deportes Colectivos, Santiago, Árbitro(s): Kristian Páez (ECU), Carlos Vélez (COL), Carlos Pallares (COL) |  |
| Josefina Zeballos 13                  | Pts                                   | Margareth Padilla 16                  | Centro de Deportes Colectivos, Santiago, Árbitro(s): Kristian Páez (ECU), Carlos Vélez (COL), Carlos Pallares (COL) |  |
| Sabrina Molina 13                     | Rebs                                  | Gabriela Herbas 6                     | Centro de Deportes Colectivos, Santiago, Árbitro(s): Kristian Páez (ECU), Carlos Vélez (COL), Carlos Pallares (COL) |  |
| Carolina Fernandez 8                  | Asists                                | Margareth Padilla 5                   | Centro de Deportes Colectivos, Santiago, Árbitro(s): Kristian Páez (ECU), Carlos Vélez (COL), Carlos Pallares (COL) |  |

| 4 de septiembre de 2024, 20:00      | Argentina                           | 81-42                               | Chile |  |
| Reporte                             |                                     |                                     | |  |
| Parciales: 22–3, 17–19, 27–12, 15–8 | Parciales: 22–3, 17–19, 27–12, 15–8 | Parciales: 22–3, 17–19, 27–12, 15–8 | Centro de Deportes Colectivos, Santiago, Árbitro(s): Orlando Varela (HON), Nicolás Flores (PAR), Lauren Niemiera (USA) |  |
| Macarena D'urso 17                  | Pts                                 | Fernanda Ovalle 11                  | Centro de Deportes Colectivos, Santiago, Árbitro(s): Orlando Varela (HON), Nicolás Flores (PAR), Lauren Niemiera (USA) |  |
| Victoria Gauna 10                   | Rebs                                | Tatiana Gomez 6                     | Centro de Deportes Colectivos, Santiago, Árbitro(s): Orlando Varela (HON), Nicolás Flores (PAR), Lauren Niemiera (USA) |  |
| Melisa Gretter 6                    | Asists                              | Fernanda Ovalle 2                   | Centro de Deportes Colectivos, Santiago, Árbitro(s): Orlando Varela (HON), Nicolás Flores (PAR), Lauren Niemiera (USA) |  |

### Grupo B
|     | Equipo    | Pts | J | G | P | PF  | PC  | Dif | Clasificación                 |
| --- | --------- | --- | - | - | - | --- | --- | --- | ----------------------------- |
| 1.º | Colombia  | 6   | 3 | 3 | 0 | 204 | 156 | +48 | Semifinales                   |
| 2.º | Venezuela | 5   | 3 | 2 | 1 | 187 | 167 | +20 | Semifinales                   |
| 3.º | Paraguay  | 4   | 3 | 1 | 2 | 176 | 194 | −18 | Semifinales 5.º al 8.º puesto |
| 4.º | Ecuador   | 3   | 3 | 0 | 3 | 158 | 208 | −50 | Semifinales 5.º al 8.º puesto |

| 2 de septiembre de 2024, 12:30        | Paraguay                              | 65-57                                 | Ecuador                                  |  |
| Reporte                               |                                       |                                       |                                          |  |
| Parciales: 15–16, 19–14, 19–15, 12–12 | Parciales: 15–16, 19–14, 19–15, 12–12 | Parciales: 15–16, 19–14, 19–15, 12–12 | Centro de Deportes Colectivos, Santiago, |  |

| 2 de septiembre de 2024, 15:00      | Venezuela                           | 48-63                               | Colombia                                 |  |
| Reporte                             |                                     |                                     |                                          |  |
| Parciales: 7–19, 11–9, 13–15, 17–20 | Parciales: 7–19, 11–9, 13–15, 17–20 | Parciales: 7–19, 11–9, 13–15, 17–20 | Centro de Deportes Colectivos, Santiago, |  |

| 3 de septiembre de 2024, 12:30       | Colombia                             | 62-54                                | Paraguay |  |
| Reporte                              |                                      |                                      | |  |
| Parciales: 21–13, 9–16, 21–13, 11–12 | Parciales: 21–13, 9–16, 21–13, 11–12 | Parciales: 21–13, 9–16, 21–13, 11–12 | Centro de Deportes Colectivos, Santiago, Árbitro(s): Franco Anselmo (ARG), Claudio Osorio (CHI), Nicolas Zivieri (BRA) Asistencia: 100 espectadores |  |
| Manuela Rios 15                      | Pts                                  | Paloma Niz 19                        | Centro de Deportes Colectivos, Santiago, Árbitro(s): Franco Anselmo (ARG), Claudio Osorio (CHI), Nicolas Zivieri (BRA) Asistencia: 100 espectadores |  |
| Yuliany Paz 7                        | Rebs                                 | Gabriela Bernal 10                   | Centro de Deportes Colectivos, Santiago, Árbitro(s): Franco Anselmo (ARG), Claudio Osorio (CHI), Nicolas Zivieri (BRA) Asistencia: 100 espectadores |  |
| Manuela Rios 9                       | Asists                               | Paloma Niz 4                         | Centro de Deportes Colectivos, Santiago, Árbitro(s): Franco Anselmo (ARG), Claudio Osorio (CHI), Nicolas Zivieri (BRA) Asistencia: 100 espectadores |  |

| 3 de septiembre de 2024, 15:00      | Ecuador                             | 47-68                               | Venezuela |  |
| Reporte                             |                                     |                                     | |  |
| Parciales: 17–22, 7–15, 18–12, 5–15 | Parciales: 17–22, 7–15, 18–12, 5–15 | Parciales: 17–22, 7–15, 18–12, 5–15 | Centro de Deportes Colectivos, Santiago, Árbitro(s): Julirys Guzmán (PUR), Aline García (URU), Larissa Sales (BRA) Asistencia: 125 espectadores |  |
| Marjorie Caicedo 12                 | Pts                                 | Brianna Herlihy 18                  | Centro de Deportes Colectivos, Santiago, Árbitro(s): Julirys Guzmán (PUR), Aline García (URU), Larissa Sales (BRA) Asistencia: 125 espectadores |  |
| Marjorie Caicedo 7                  | Rebs                                | Daniela Wallen 10                   | Centro de Deportes Colectivos, Santiago, Árbitro(s): Julirys Guzmán (PUR), Aline García (URU), Larissa Sales (BRA) Asistencia: 125 espectadores |  |
| Erika Calderón 6                    | Asists                              | Waleska Perez 5                     | Centro de Deportes Colectivos, Santiago, Árbitro(s): Julirys Guzmán (PUR), Aline García (URU), Larissa Sales (BRA) Asistencia: 125 espectadores |  |

| 4 de septiembre de 2024, 12:30        | Venezuela                             | 75-57                                 | Paraguay |  |
| Reporte                               |                                       |                                       | |  |
| Parciales: 18–17, 16–10, 22–11, 19–19 | Parciales: 18–17, 16–10, 22–11, 19–19 | Parciales: 18–17, 16–10, 22–11, 19–19 | Centro de Deportes Colectivos, Santiago, Árbitro(s): Julirys Guzmán (PUR), Nicolas Zivieri (BRA), Claudio Osorio (CHI) Asistencia: 156 espectadores |  |
| Aguehil Fajardo 15                    | Pts                                   | Gabriela Bernal 14                    | Centro de Deportes Colectivos, Santiago, Árbitro(s): Julirys Guzmán (PUR), Nicolas Zivieri (BRA), Claudio Osorio (CHI) Asistencia: 156 espectadores |  |
| Brianna Herlihy 9                     | Rebs                                  | Gabriela Bernal 10                    | Centro de Deportes Colectivos, Santiago, Árbitro(s): Julirys Guzmán (PUR), Nicolas Zivieri (BRA), Claudio Osorio (CHI) Asistencia: 156 espectadores |  |
| Waleska Perez 8                       | Asists                                | Antonella Luraghi 3                   | Centro de Deportes Colectivos, Santiago, Árbitro(s): Julirys Guzmán (PUR), Nicolas Zivieri (BRA), Claudio Osorio (CHI) Asistencia: 156 espectadores |  |

| 4 de septiembre de 2024, 15:00       | Ecuador                              | 54-79                                | Colombia |  |
| Reporte                              |                                      |                                      | |  |
| Parciales: 17–25, 9–14, 13–18, 15–22 | Parciales: 17–25, 9–14, 13–18, 15–22 | Parciales: 17–25, 9–14, 13–18, 15–22 | Centro de Deportes Colectivos, Santiago, Árbitro(s): Leonardo Zalazar (ARG), Larissa Sales (BRA), Franco Anselmo (ARG) |  |

## Fase final

### Clasificación del 5.º al 8.º puesto
|  | Semifinales del 5.º al 8.º | Semifinales del 5.º al 8.º | Semifinales del 5.º al 8.º |          |       | 5.º y 6.º puesto | 5.º y 6.º puesto | 5.º y 6.º puesto |  |
|  |                            |                            |                            |          |       |                  |                  |                  |  |
|  |                            |                            |                            |          |       |                  |                  |                  |  |
|  | A3                         | Chile                      | 62                         |          |       |                  |                  |                  |  |
|  | A3                         | Chile                      | 62                         |          |       |                  |                  |                  |  |
|  | B4                         | Ecuador                    | 44                         |          |       |                  |                  |                  |  |
|  | B4                         | Ecuador                    | 44                         |          | Chile | Chile            | 72               |                  |  |
|  |                            |                            |                            |          | Chile | Chile            | 72               |                  |  |
|  |                            |                            | Paraguay                   | Paraguay | 65    |                  |                  |                  |  |
|  | B3                         | Paraguay                   | Paraguay                   | Paraguay | 65    | 84               |                  |                  |  |
|  | B3                         | Paraguay                   |                            |          |       | 84               |                  |                  |  |
|  | A4                         | Bolivia                    | 77                         |          |       | 7.º y 8.º puesto | 7.º y 8.º puesto | 7.º y 8.º puesto |  |
|  | A4                         | Bolivia                    | 77                         |          |       | 7.º y 8.º puesto | 7.º y 8.º puesto | 7.º y 8.º puesto |  |
|  |                            |                            |                            |          |       |                  |                  |                  |  |
|  |                            |                            |                            |          |       | Ecuador          | Ecuador          | 68               |  |
|  |                            |                            |                            |          |       | Ecuador          | Ecuador          | 68               |  |
|  |                            |                            |                            |          |       | Bolivia          | Bolivia          | 61               |  |
|  |                            |                            |                            |          |       | Bolivia          | Bolivia          | 61               |  |
|  |                            |                            |                            |          |       |                  |                  |                  |  |

#### Semifinales del 5.º al 8.º puesto
| 6 de septiembre, 12:30 | Paraguay                                 | 84-77 | Bolivia |  |
| Reporte                | Centro de Deportes Colectivos, Santiago, |       |         |  |

| 6 de septiembre, 15:00 | Chile                                    | 62-44 | Ecuador |  |
| Reporte                | Centro de Deportes Colectivos, Santiago, |       |         |  |

#### Partido por el 7.º puesto
| 7 de septiembre, 12:30 | Ecuador                                  | 68-61 | Bolivia |  |
| Reporte                | Centro de Deportes Colectivos, Santiago, |       |         |  |

#### Partido por el 5.º puesto
| 7 de septiembre, 15:00 | Chile                                    | 72-65 | Paraguay |  |
| Reporte                | Centro de Deportes Colectivos, Santiago, |       |          |  |

### Clasificación del 1.º al 4.º puesto
|  | Semifinales | Semifinales | Semifinales |        |           | Final            | Final            | Final            |  |
|  |             |             |             |        |           |                  |                  |                  |  |
|  |             |             |             |        |           |                  |                  |                  |  |
|  | A1          | Argentina   | 69          |        |           |                  |                  |                  |  |
|  | A1          | Argentina   | 69          |        |           |                  |                  |                  |  |
|  | B2          | Venezuela   | 66          |        |           |                  |                  |                  |  |
|  | B2          | Venezuela   | 66          |        | Argentina | Argentina        | 84               |                  |  |
|  |             |             |             |        | Argentina | Argentina        | 84               |                  |  |
|  |             |             | Brasil      | Brasil | 76        |                  |                  |                  |  |
|  | B1          | Colombia    | Brasil      | Brasil | 76        | 51               |                  |                  |  |
|  | B1          | Colombia    |             |        |           | 51               |                  |                  |  |
|  | A2          | Brasil      | 91          |        |           | 3.º y 4.º puesto | 3.º y 4.º puesto | 3.º y 4.º puesto |  |
|  | A2          | Brasil      | 91          |        |           | 3.º y 4.º puesto | 3.º y 4.º puesto | 3.º y 4.º puesto |  |
|  |             |             |             |        |           |                  |                  |                  |  |
|  |             |             |             |        |           | Venezuela        | Venezuela        | 62               |  |
|  |             |             |             |        |           | Venezuela        | Venezuela        | 62               |  |
|  |             |             |             |        |           | Colombia         | Colombia         | 68               |  |
|  |             |             |             |        |           | Colombia         | Colombia         | 68               |  |
|  |             |             |             |        |           |                  |                  |                  |  |

#### Semifinales
| 6 de septiembre, 17:30 | Colombia                                 | 51-91 | Brasil |  |
| Reporte                | Centro de Deportes Colectivos, Santiago, |       |        |  |

| 6 de septiembre, 20:00 | Argentina                                | 69-66 | Venezuela |  |
| Reporte                | Centro de Deportes Colectivos, Santiago, |       |           |  |

#### Partido por el 3.º puesto
| 7 de septiembre, 17:30               | Venezuela                            | 62-68                                | Colombia |  |
| Reporte                              |                                      |                                      | |  |
| Parciales: 21-25, 10-21, 11-9, 20-13 | Parciales: 21-25, 10-21, 11-9, 20-13 | Parciales: 21-25, 10-21, 11-9, 20-13 | Centro de Deportes Colectivos, Santiago, Árbitro(s): ZALAZAR, Leonardo (ARG) FLORES AVALOS, Nicolas Daniel (PAR) DE LA ROSA ALVAREZ, Carmelo (PUR) Asistencia: 1230 espectadores |  |
| Brianna Herlihy 19                   | Pts                                  | Yuliany Paz 24                       | Centro de Deportes Colectivos, Santiago, Árbitro(s): ZALAZAR, Leonardo (ARG) FLORES AVALOS, Nicolas Daniel (PAR) DE LA ROSA ALVAREZ, Carmelo (PUR) Asistencia: 1230 espectadores |  |
| Brianna Herlihy 14                   | Rebs                                 | Yuliany Paz 9                        | Centro de Deportes Colectivos, Santiago, Árbitro(s): ZALAZAR, Leonardo (ARG) FLORES AVALOS, Nicolas Daniel (PAR) DE LA ROSA ALVAREZ, Carmelo (PUR) Asistencia: 1230 espectadores |  |
| Waleska Perez 4                      | Asists                               | Mabel Martínez 5                     | Centro de Deportes Colectivos, Santiago, Árbitro(s): ZALAZAR, Leonardo (ARG) FLORES AVALOS, Nicolas Daniel (PAR) DE LA ROSA ALVAREZ, Carmelo (PUR) Asistencia: 1230 espectadores |  |

#### Final
| 7 de septiembre, 20:00                | Argentina                             | 84-76                                 | Brasil |  |
| Reporte                               |                                       |                                       | |  |
| Parciales: 20-29, 24-22, 18-11, 22-14 | Parciales: 20-29, 24-22, 18-11, 22-14 | Parciales: 20-29, 24-22, 18-11, 22-14 | Centro de Deportes Colectivos, Santiago, Árbitro(s): PAEZ, Kristian (ECU) VARELA DIAZ, Orlando Jose (HON) GUZMAN LAUREANO, Julirys (PUR) Asistencia: 1354 espectadores |  |
| Amaiquen Siciliano 16                 | Pts                                   | Emanuely De Oliveira 23               | Centro de Deportes Colectivos, Santiago, Árbitro(s): PAEZ, Kristian (ECU) VARELA DIAZ, Orlando Jose (HON) GUZMAN LAUREANO, Julirys (PUR) Asistencia: 1354 espectadores |  |
| Agostina Burani 9                     | Rebs                                  | Sassá Gonçalves 8                     | Centro de Deportes Colectivos, Santiago, Árbitro(s): PAEZ, Kristian (ECU) VARELA DIAZ, Orlando Jose (HON) GUZMAN LAUREANO, Julirys (PUR) Asistencia: 1354 espectadores |  |
| Melisa Gretter 6                      | Asists                                | Cacá Martins 14                       | Centro de Deportes Colectivos, Santiago, Árbitro(s): PAEZ, Kristian (ECU) VARELA DIAZ, Orlando Jose (HON) GUZMAN LAUREANO, Julirys (PUR) Asistencia: 1354 espectadores |  |

## Tabla general
|                   | Equipo    | J | Gl | P |
| ----------------- | --------- | - | -- | - |
| Medalla de oro    | Argentina | 6 | 6  | 0 |
| Medalla de plata  | Brasil    | 6 | 4  | 2 |
| Medalla de bronce | Colombia  | 5 | 4  | 1 |
| 4                 | Venezuela | 5 | 2  | 3 |
| 5                 | Chile     | 6 | 4  | 2 |
| 6                 | Paraguay  | 5 | 2  | 3 |
| 7                 | Ecuador   | 5 | 1  | 4 |
| 8                 | Bolivia   | 6 | 1  | 5 |
| 9                 | Uruguay   | 4 | 0  | 4 |

|  | Clasificados a la AmeriCup femenina FIBA de 2025 |

| \| \| \| \| \| Campeón Argentina[4] 3.er título \| Plantel: #3 Julieta Mungo, #4 Amaiquen Siciliano, #5 Florencia Martínez, #7 Diana Cabrera, #10 Agostina Burani, #11 Melisa Gretter , #12 Gisel Botta, #13 Candela Gentinetta, #14 Florencia Chagas, #19 Delfina Saravia, #20 Macarena D’Urso, #23 Victoria Gauna Entrenador: Gregorio Martínez |
| |
| |
| Campeón Argentina 3.er título |

|                               |
|                               |
| Campeón Argentina 3.er título |

## Equipo ideal
Finalizada la competencia la organización definió el siguiente equipo ideal del torneo:
- Florencia Chagas (MVP)
- Melisa Gretter
- Emanuely De Oliveira
- Brianna Herlihy
- Yuliany Paz